# Maria (Mutter Jesu)

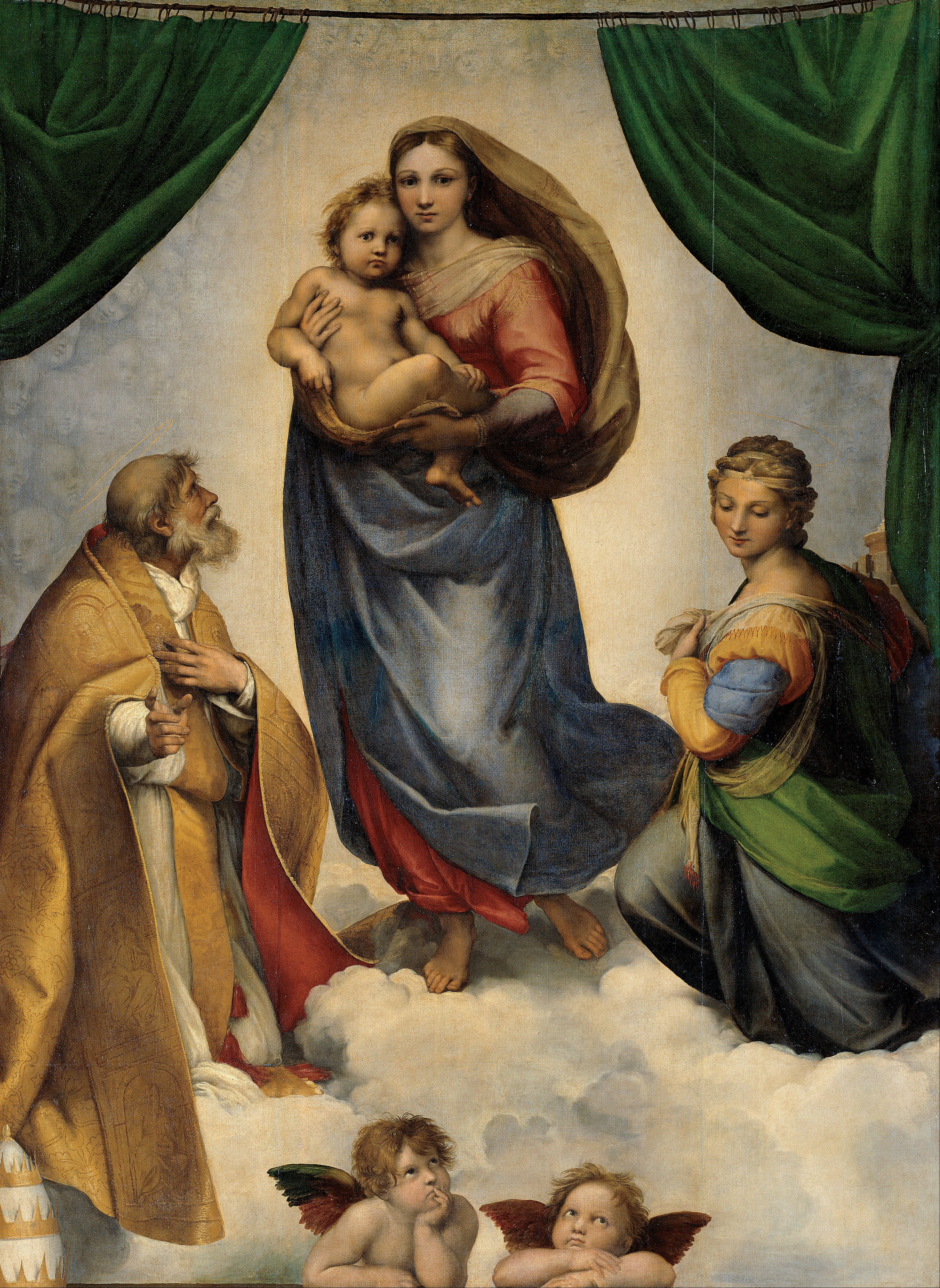
Raffaels Sixtinische Madonna (um 1512/13) ist eine der bekanntesten Mariendarstellungen.

Maria (altgriechisch Μαριάμ, Mariam, hebräisch מרים, Mirjam, reichsaramäisch ܡܪܝܡ; auch: Maria von Nazaret) ist die im Neuen Testament genannte Mutter Jesu. Sie lebte mit ihrem Mann Josef und weiteren Angehörigen in dem Dorf Nazaret in Galiläa. Maria wird im Christentum als Mutter Jesu Christi besonders verehrt und ist auch im Koran als jungfräuliche Mutter Jesu erwähnt.
Außerhalb der neutestamentlichen Quellen ist über die Eltern Jesu historisch nichts überliefert, da nach herrschender Meinung der Forschung alle späteren Quellen vom Neuen Testament abhängig sind. Ihre Existenz und die Namen „Maria“ und „Josef“ werden dennoch von der überwiegenden Mehrheit der Historiker als authentisch angesehen.
Über die neutestamentliche Darstellung der biblischen Gestalt Marias hinausgehende Reflexionen zur Rolle Marias in der Heilsgeschichte führten in der späteren Frömmigkeits- und Theologiegeschichte neben der Verleihung des Ehrentitels Gottesgebärerin zu zahlreichen legendarischen Überlieferungen, vielfältigen Praktiken der Marienverehrung und zur Etablierung der Mariologie als eigene dogmatische Teildisziplin der römisch-katholischen Theologie.

## Name
Maria ist die griechische Form des hebräischen Namens Miriam (auch als Mirjam transliteriert) und wird traditionell als Nominalbildung aus den hebräischen Bezeichnungen mir/mar für „bitter“ und jam für „Meer“ angesehen. Die Bedeutung des Namens wäre dann mit „meeresbitter“, auch „Meeresmyrrhe“ oder „Meerestropfen“ wiederzugeben. Diese Namensdeutung klingt noch im Titel Stella Maris (dt. „Meerstern“) an. Daneben wird neuerdings auch eine Ableitung des Namens aus dem Ägyptischen vorgeschlagen: merit-amun, übersetzt „von Amun Geliebte“. Weiter werden auch andere Ableitungen aus dem Hebräischen diskutiert, etwa die Bedeutung „die Erhabene“ von רום rum „sich erheben“ oder „die Widerspenstige“ von מרה marah „widerspenstig sein“.
Im Tanach, der jüdischen Bibel, erscheinen zwei Trägerinnen dieses Namens: Mirjam, die Prophetin und Schwester des Mose, und eine Frau aus dem Stamm Juda, die im 1. Chronikbuch in einer Genealogie erwähnt wird (4,17 ).
Weitere Personen namens Maria im Neuen Testament sind Maria von Magdala (Maria Magdalena) und Maria des Kleophas. Beide werden in Mk 15,40  als Jüngerinnen Jesu und Zeugen seines Sterbens genannt. Eine weitere Maria, die Mutter eines Jakobus, wird meist mit der Maria des Kleophas gleichgesetzt (erwähnt in Mt 27,56 ).
Im griechischen Text wird die Mutter Jesu meistens Mariám (Μαριάμ), seltener María (Μαρία) genannt. In den lateinischen Übersetzungen lautet der Name durchgehend Maria.
Im Islam ist die Mutter Jesu ebenfalls unter dem Namen Maryam (arabisch مريم) bekannt.
Im Deutschen ist als Genitivform des Namens neben „Marias“ im kirchlichen Sprachgebrauch auch „Mariens“ und, abgeleitet vom Lateinischen, „Mariä“ oder „Mariae“ gebräuchlich, etwa in den Wendungen „Haus Mariens“, „Mariä Verkündigung“ oder „Mariä Himmelfahrt“.

## Maria im Neuen Testament

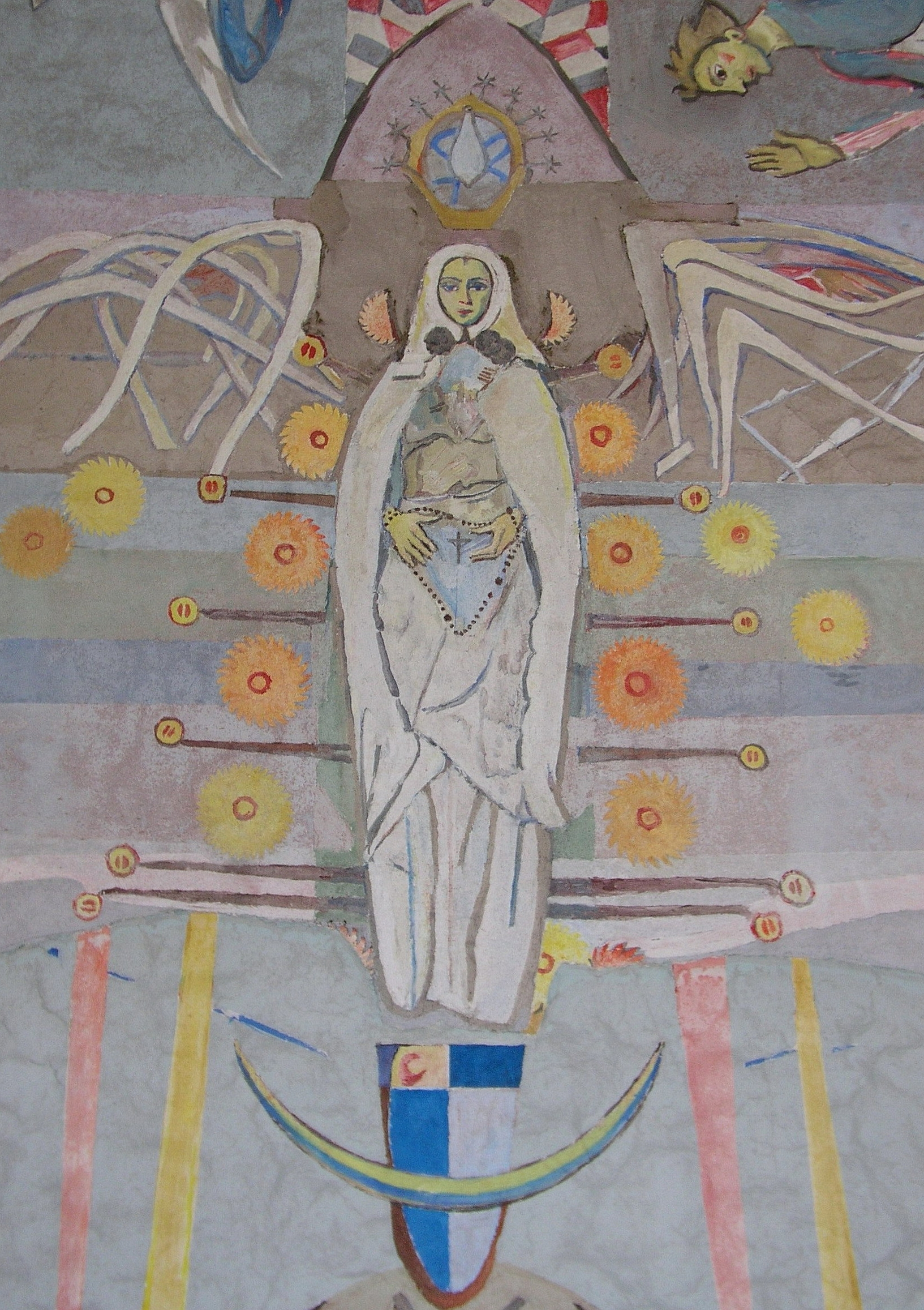
Maria, die „apokalyptische Frau“ : Fresko der Seckauer Apokalypse von Herbert Boeckl, 1952–1960, in der Engelkapelle der Basilika Seckau

Maria erscheint im Neuen Testament (NT) namentlich nur in den Evangelien und der Apostelgeschichte, und zwar in 142 der insgesamt ca. 8000 Verse des Neuen Testaments.
Maria als Jesu Mutter wird in den Evangelien nur punktuell erwähnt, nämlich im Hinblick auf die Bedeutung Jesu; so etwas wie eine Biografie Marias entsteht dabei nicht. Maria kommt vor allem in den Kindheitsgeschichten des Matthäus- und des Lukasevangeliums vor. Über das Lebensende Marias wird nichts gesagt.
In den anderen Schriften des Neuen Testaments wird Maria nicht namentlich erwähnt. Während die Briefe des NTs dogmatische Aussagen über Jesus machen (etwa über seine Sündlosigkeit und seine Erlösungstätigkeit), werden solche Aspekte in Bezug auf Maria nicht angesprochen.
In einigen außerbiblischen Texten wird Maria erwähnt, und zwar in Apokryphen und in Schriften der Kirchenväter.

### Im Markusevangelium
Im Markusevangelium wird von der Geburt Jesu nicht berichtet. In Mk 3,20f  wird erzählt, dass sich Angehörige Jesu zu einem Haus begaben, in dem Jesus predigte; sie hielten ihn „von Sinnen“ und wollten ihn gewaltsam zurückholen. In Mk 3,31ff  erfährt der Leser, dass es sich bei den Angehörigen um die Mutter Jesu und um seine Brüder handelt. Jesus weigert sich, zu ihnen vor das Haus zu kommen und erklärt die Anwesenden zu seiner Mutter und zu seinen Brüdern. Er schließt dann mit den Worten: „Wer den Willen Gottes tut, der ist für mich Bruder und Schwester und Mutter.“ (Mk 3,35 ).
In Mk 6,3  wird die Mutter Jesu mit Namen erwähnt. Ebenfalls werden hier vier Geschwister Jesu, nämlich Jakobus, Joses, Judas und Simon erwähnt. Auch von Jesu Schwestern ist die Rede, jedoch werden weder ihre Namen noch ihre Anzahl genannt.

### Im Matthäusevangelium
Die Kindheitsgeschichte des Matthäus beginnt mit einem Stammbaum, der von Abraham über König David und Josef zu Jesus führt. Neben der männlichen Abstammungslinie werden vier Frauen genannt, die im Alten Testament von Bedeutung sind, nämlich Tamar, Rahab, Rut und Batseba (als Frau des Urija bezeichnet). Die Erwähnung dieser Frauen bereitet die der Maria in Mt 1,16  vor. Auffällig ist, dass die Struktur des Stammbaums bei Nennung der Maria eine andere ist als zuvor. Nun heißt es nicht „Josef war der Vater Jesu“, sondern „Josef, [der] Mann Marias; von ihr wurde Jesus geboren“ (Mt 1,16). Dies betont, dass Josef nicht als leiblicher Vater Jesu angesehen wird. Dass trotzdem der Nachweis einer Abstammung Jesu von David über die Vorfahren Josefs geführt wird, setzt aber eine rein rechtlich verstandene Vaterschaft Josefs voraus.
In der Kindheitsgeschichte des Matthäus ist allein Josef der Handelnde, Maria redet selbst nicht und wird auch nicht angeredet. Ihr Name erscheint nur in Mt 1,18 ,Mt 1,20  und Mt 2,11 , an letztgenannter Stelle im Zusammenhang der Huldigung Jesu durch die Sterndeuter.

### Im Lukasevangelium
In der Kindheitsgeschichte des Lukas steht Maria im Zentrum der Erzählung. Der zu ihr gesandte Engel Gabriel verheißt ihr die Geburt eines Sohnes, des von Israel erwarteten Messias’ und Gottessohnes. Schon die Anrede des Engels klingt außergewöhnlich: „Sei gegrüßt, du Begnadete, der Herr ist mit dir“ (Lk 1,28b). Sie fragt den Engel, wie das denn geschehen solle, da sie mit keinem Mann intim sei (Lk 1,34). Der Engel antwortet, der Heilige Geist werde über Maria kommen.
Im Lukasevangelium ist die Erzählung der Geburt Jesu mit der Geburt Johannes des Täufers verknüpft. Indem Elisabet, die Mutter des Johannes, als Verwandte Marias vorgestellt wird, erscheinen Jesus und Johannes als miteinander verwandt. Als Maria die schwangere Elisabet besucht, hüpft das Kind in Elisabets Bauch, als es den Gruß Marias hört (Lk 1,41 ). Es folgt der Lobgesang der Maria, der nach dem ersten Wort der lateinischen Übersetzung als Magnificat (deutsch: „Es erhebt ...“) bezeichnet wird. Dabei handelt es sich um den größten zusammenhängenden Redeabschnitt der Maria im Neuen Testament. Marias Lobpreis des Handelns Gottes beginnt mit seinem Handeln an ihr und weitet sich zur Heilsgeschichte des ganzen Volkes Israel aus (Lk 1,46–55 ).
Die Kindheitsgeschichte in Lukas 1 und 2 zeigt eine „stark semitische Tönung“, während das übrige Lukasevangelium „ein gutes hellenistisches Griechisch“ aufweist. Diese sprachliche Besonderheit der Kindheitsgeschichte legt es nahe, dass sich der Autor hier eng an eine jüdische Quelle anlehnt. Als mögliche Auskunftsperson wäre an Maria zu denken, worauf auch (Lk 2,19 und 51 ) hindeutet: „Maria bewahrte alle diese Worte in ihrem Herzen“. Dass sich der Autor genau erkundigte, wovon Augenzeugen berichtet hatten, steht bereits im Prolog des Lukasevangeliums (Lk 1,1-4 ). Wenn Maria etwa 20 v. Chr. geboren wurde, war sie um 50 n. Chr. etwa 70 Jahre alt. Falls Maria dieses Alter erreichte, konnte Lukas sie um 50 noch persönlich befragen. Bei einer späteren Datierung des Lukasevangeliums, etwa in die 80er Jahre, erscheint diese Möglichkeit als sehr unwahrscheinlich.

### Im Johannesevangelium
Das Johannesevangelium erwähnt Maria nie mit Namen. Obwohl es keine Kindheitsgeschichte erzählt, tritt Maria als Mutter Jesu an zwei Stellen in Erscheinung:
- Auf der Hochzeit zu Kana (Joh 2,1–12 EU) ist Jesu Mutter anwesend. Sie wird noch vor den Jesu begleitenden Jüngern genannt. Auffällig ist die distanzierte Haltung, die Jesus seiner Mutter gegenüber einnimmt: Er spricht sie mit „Frau“ an, nicht mit „Mutter“, und seine Frage „Was willst du von mir, Frau?“ erscheint auch eher abweisend.
- Nur das Johannesevangelium stellt Jesu Mutter als Zeugin der Kreuzigung dar. Der Lieblingsjünger, später identifiziert mit dem Zebedaiden Johannes und dem Verfasser des Evangeliums, wird von Jesus zum Sohn Marias und sie zu seiner Mutter eingesetzt (Joh 19,25 EU). Diese Geschichte diente in der johanneischen Gemeinde besonders der Verankerung der Person des Lieblingsjüngers in der Familie Jesu und somit als Garantie für die Zuverlässigkeit der Überlieferung. Auch da diese Geschichte in den synoptischen Berichten nicht zu finden ist, in denen Jesu Mutter nicht als Zeugin des Todes Jesu genannt wird, liegt hier möglicherweise eine symbolische Szene vor.

### In den übrigen Schriften
An einer Stelle in der Apostelgeschichte erscheint Maria nach Jesu Auferstehung im Kreis seiner Jünger in Jerusalem (Apg 1,14 ). Dort nimmt sie vor Pfingsten zusammen mit den Brüdern Jesu am Gebet dieser Gemeinschaft teil.
Die paulinischen Briefe, bei denen es sich um die ältesten neutestamentlichen Texte handelt, erwähnen Maria nicht namentlich. Im Galaterbrief heißt es an einer Stelle, die von der heilsgeschichtlichen Sendung Jesu Christi und dessen göttlicher und menschlicher Natur handelt: „Als aber die Zeit erfüllt war, sandte Gott seinen Sohn, geboren von einer Frau und dem Gesetz unterstellt“ (Gal 4,4 ). Die übrigen Paulusbriefe nennen die Mutter Jesu nicht.
In der Offenbarung des Johannes ist in Offb 12,1–2  von einer Frau die Rede, „mit der Sonne bekleidet; der Mond war unter ihren Füßen und ein Kranz von zwölf Sternen auf ihrem Haupt. Sie war schwanger und schrie vor Schmerz in ihren Geburtswehen.“ Ein Drache will das Kind nach der Geburt verschlingen, wird aber vom Erzengel Michael und seinen Engeln besiegt. Vor allem die katholische Tradition sieht in dieser sogenannten „apokalyptischen Frau“ die Gottesmutter Maria.

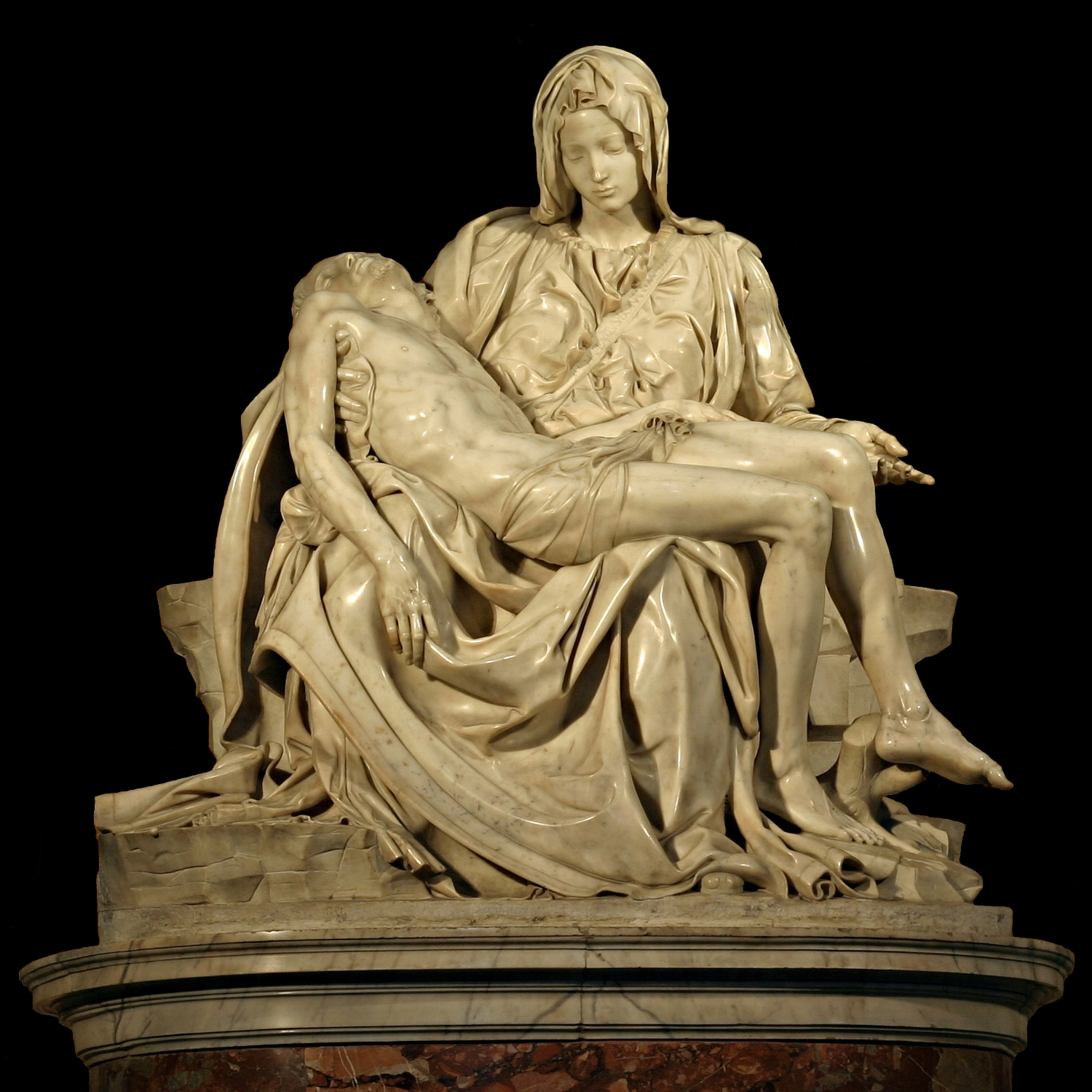
Michelangelos Pietà im Petersdom aus dem Jahr 1499

## Marias Vorfahren
Die Namen der Eltern Marias sind in der Bibel nicht ausdrücklich erwähnt.

### Abstammungsliste in Lukas 3
Eine mögliche Wiedergabe des Anfangs der Abstammungsliste bei Lukas lautet folgendermaßen: Jesus „war, während man meinte, er sei ein Sohn Josephs, in Wirklichkeit ein Sohn von Eli, Mattat, Levi“ usw. Bei dieser Deutung würde die Abstammungsliste bei Lukas die Vorfahren Marias auflisten, und Eli der Name ihres Vaters oder ihres Großvaters.

### Jesus als leiblicher Nachkomme Davids im NT
Auf die leibliche Abstammung Jesu von David verweist die Aussage des Paulus: Gottes Sohn, „der aus dem Samen Davids gekommen ist dem Fleisch nach“ (Röm 1,3 ). Ähnlich in 2 Tim 2,8 : Jesus ist „aus dem Samen Davids“. Petrus erinnert in der Pfingstpredigt daran, dass Gott dem David versprach, „einen aus der Frucht seiner Lende“ auf seinen Thron zu setzen (Apg 2,30 ). Und in der Offenbarung (Offb 22,16 ) sagt Jesus: „ich bin die Wurzel und das Geschlecht Davids“.

### Protoevangelium des Jakobus
Im Protoevangelium des Jakobus, einem wirkungsgeschichtlich einflussreichen apokryphen Marienleben aus dem 2. Jahrhundert, sind die Namen Anna und Joachim als Eltern Marias genannt, die so in die hagiographische Überlieferung gelangten. Sie werden in manchen Konfessionen als Heilige verehrt. Ihr Gedenktag in der römisch-katholischen Kirche ist heute der 26. Juli. Im Protoevangelium des Jakobus wird außerdem behauptet, dass nicht nur Josef, sondern auch Maria von König David abstamme.
Dass der Vater Marias hier Joachim heißt, während die Liste bei Lukas von Eli spricht, muss kein Widerspruch sein. Eli ist eine Kurzform von Eljakim (Gott richtet auf), und das ist eine Variante von Jojakim (Jahwe richtet auf; Jo ist Vorsilbe für „Jahwe“); und Jojakim ist eine andere Schreibweise für Joachim.

### Eli als Vater Marias im Talmud
Der Jerusalemer Talmud berichtet im Traktat Chagiga von einer Vision: Maria, die Tochter von Eli, befindet sich in der Hölle. Das würde zur jüdischen Polemik gegen das Christentum passen.

### Maria als Verwandte Elisabeths, einer „Tochter Aarons“
Da die Juden damals vor allem auf die väterliche Abstammung achteten, ging Marias Abstammung von David wohl über den Vater Marias. Das schließt nicht aus, dass die Mutter Marias mit Elisabeth, einer Nachkommin Aarons, verwandt war – und damit auch Maria selbst (wie Lukas berichtet, siehe Lk 1,5 und 36 ).
Für einen Priester galt es als ehrenvoll, eine Nachkommin Aarons zu heiraten. Aber er war bei der Partnerwahl nicht auf einen bestimmten Stamm beschränkt, also auch nicht auf Leviten.

## Marias Nachkommen
Ob Maria außer Jesus noch weitere Kinder gebar, wie es mehrere biblische und außerbiblische Zeugnisse nahelegen, die von Geschwistern Jesu berichten, gehört aufgrund von Lehrkontroversen über die Jungfräulichkeit Marias zu den strittigen Fragen zwischen den Konfessionen. Die Namen der Brüder Jesu sind in Mk 6,3  aufgezeichnet: Jakobus, Joses, Judas und Simon; daneben sind an derselben Stelle auch Schwestern genannt.
In der orthodoxen und in der katholischen Kirche fasst man die Geschwister Jesu als Vettern und Basen Jesu oder – seltener – als Kinder Josefs aus einer früheren Ehe auf, da Josef in apokryphen Quellen als Witwer bezeichnet wird. Das griechische Wort für ‚Brüder‘, ἀδελφοί adelphoi, lässt diese Deutung zu. Andere behaupten aber, dass sie unwahrscheinlich erscheine, da es im Griechischen ein eigenes Wort für Vettern gibt (ἀνεψιός anepsios, auch biblisch verwendet in Kol 4,10 ); außerdem sei diese Verwendung von adelphoi möglich, aber nicht üblich gewesen. In Lk 2,7  wird Jesus als „erstgeborener“ Sohn Marias bezeichnet, was nahelegt, dass Jesus Geschwister hatte. In der Antike waren jedoch mit der (männlichen) Erstgeburt bestimmte Rituale, Verantwortlichkeiten und erbrechtliche Sonderstellungen verbunden, unabhängig davon, ob das Kind danach Einzelkind blieb oder nicht.
Nach der biblischen Erzählung in Mt 1,18–25  nahm Josef Maria zur Frau. Eingangs heißt es, dass Maria durch das Wirken des Heiligen Geistes ein Kind erwartete, „noch bevor sie [Maria und Josef] zusammengekommen waren“ (Vers 18). Dem entspricht auch die Formulierung am Ende der Perikope, Josef habe die Ehe mit Maria nicht vollzogen (wörtlich: er habe sie nicht „erkannt“), „bis sie ihren Sohn gebar“ (Vers 25). Zur Ehe gehörte jedenfalls nach damaligem Verständnis auch der Geschlechtsakt. Aus dem Bericht wird deshalb teilweise der Schluss gezogen, dass es nach der Heirat zum Geschlechtsverkehr gekommen sei. Demgegenüber vertreten die katholische Kirche und die orthodoxen Kirchen die Lehre, Maria sei immerwährend Jungfrau geblieben.
In den Evangelien werden Jesu „Mutter und seine Brüder“ mehrmals zusammen genannt. In keinem Bibeltext wird ausdrücklich erwähnt, dass es sich bei den Brüdern und Schwestern Jesu um entfernte Verwandte handele (über die auch sonst keine Details genannt werden). Aus dem Kontext der Stellen über Geschwister Jesu folgern einige, es handele sich um den engeren Familienverband. Zur „Menschwerdung“ des Sohnes Gottes gehört nach neuerer protestantischer Auffassung zudem, dass Jesus mit Vater, Mutter und Geschwistern aufwuchs, obwohl die Reformatoren selbst dies noch anders gedeutet hatten.
Jesu ältester Bruder Jakobus übernahm nach Gal 1,19  und Gal 2,9  in der Jerusalemer Urgemeinde später eine Führungsrolle.

## Marienverehrung
Maria wird vor allem im Christentum, daneben auch in anderen Religionen verehrt.

### Marienverehrung im Christentum

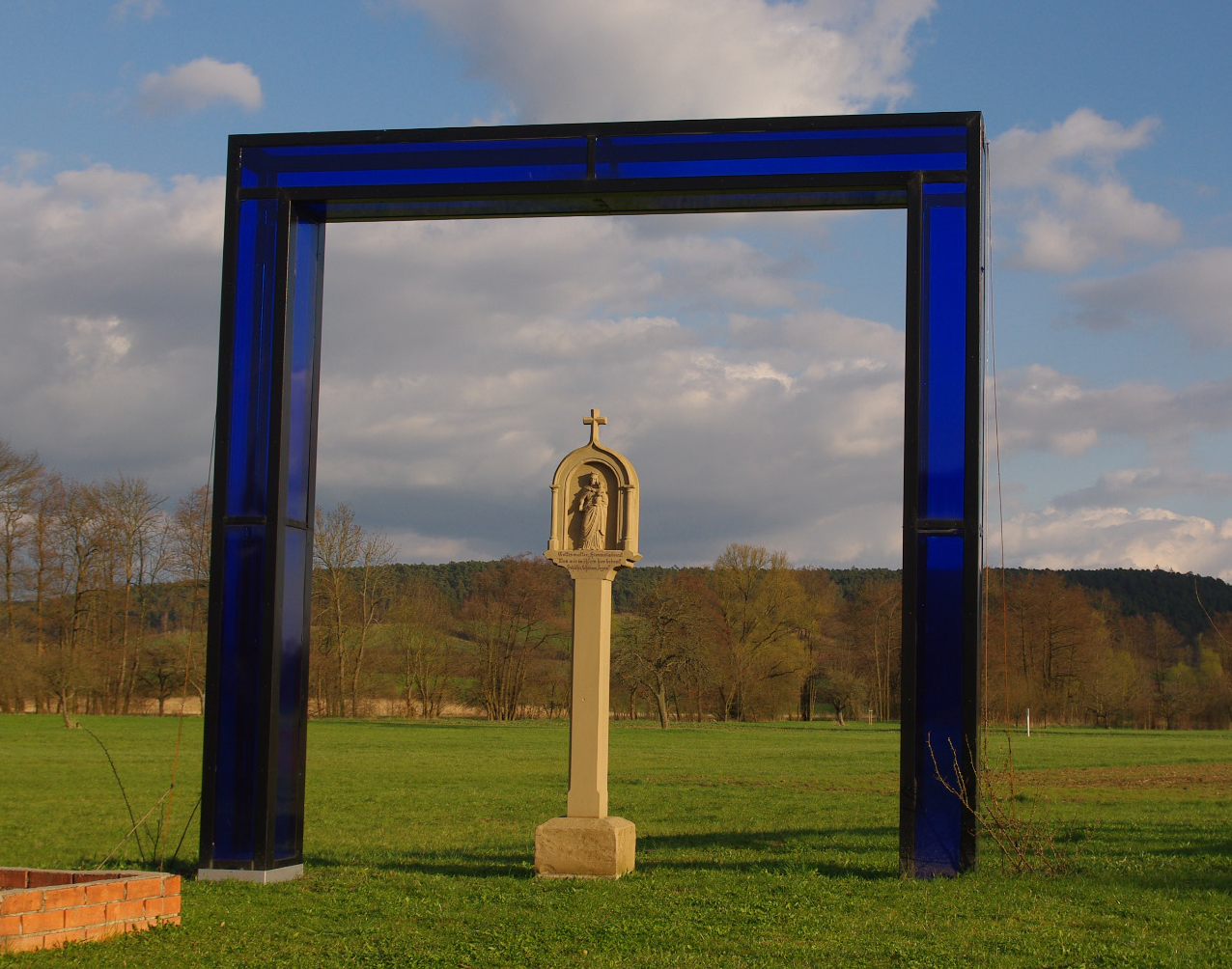
Maria in blauem Tor – Symbol für das Universum und die Symbiose von Alt und Neu (Jimmy Fell, 2010)

Die Verehrung Marias drückt sich unter anderem in den Marientiteln, Marienfesten, bestimmten Andachtsformen wie dem Rosenkranz, der Gründung marianischer Kongregationen sowie vielfältigen Formen der Volksfrömmigkeit aus und wird in der christlichen Ikonographie in vielfachen bildlichen Darstellungen sichtbar (siehe Marienbildnis, Mariensymbol und Marienleben). Die Jungfrau Maria erscheint auch in der Heraldik in verschiedenen Darstellungen in Wappen.

### Marienverehrung im Hinduismus
Im Hinduismus der Tamilen, besonders der Sri-Lanka-Tamilen, spielt die Verehrung Marias wie auch bei den christlichen Tamilen eine herausragende Rolle. Etwa 80 bis 90 % der in Deutschland lebenden Tamilen sind Hindus, 10 % Katholiken; in Sri Lanka ist die Verteilung ähnlich. Der weit überwiegende Teil der christlichen Tamilen ist römisch-katholisch. Alle Tamilen verehren Maria.

### Marienverehrung im Islam
Maria ist die einzige im Koran namentlich erwähnte Frau. Ihr Name wird in sechs Suren in etwa 40 Versen genannt. Zudem trägt die 19. Sure ihren Namen. Auch in der nachkoranischen Überlieferung und Frömmigkeit spielt Maryam eine bedeutende Rolle, und sie gehört neben den Frauen aus der unmittelbaren Umgebung Mohammeds (Khadijah und Fatima) zu den am meisten verehrten Frauen im Islam.

### Marienverehrung im Voodoo
Im haitianischen Voodoo wird Maria mit der Loa Erzulie synkretisiert. Erzulies Veve zeigt ein von einem Schwert durchbohrtes Herz, wie es auch in der christlichen Ikonographie für das Gedächtnis der Schmerzen Mariens steht.

## Mariologie
Die Mariologie ist ein Teilbereich der katholischen Dogmatik, der sich in enger Verbindung zur Christologie sieht. Maria wird hier als erste Adressatin des Heilshandelns Gottes an den Menschen betrachtet und ihre Rolle und ihr Verhalten im Hinblick auf das Erlösungswerk ihres Sohnes untersucht. Ausgangspunkt ist das dritte ökumenische Konzil in Ephesos (431), das Maria zur Θεοτόκος Theotókos, zur „Gottesgebärerin“ (gegen die Auffassung als Ανθρωποτόκος Anthropotókos =„Menschengebärerin“) erklärte.
Im 19. und 20. Jahrhundert verkündigte die katholische Kirche Mariendogmen, zuletzt 1950 die leibliche Aufnahme Mariens in den Himmel. Dass solche Dogmen als Kennzeichen der Rechtgläubigkeit dargelegt wurden, vergrößerte die Distanz zur Orthodoxie und zum Protestantismus.

## Gedenktage
Im Laufe des Jahres werden von den unterschiedlichen Konfessionen zahlreiche Fest- und Gedenktage zu Ehren Marias begangen.